# Malcolm McCusker

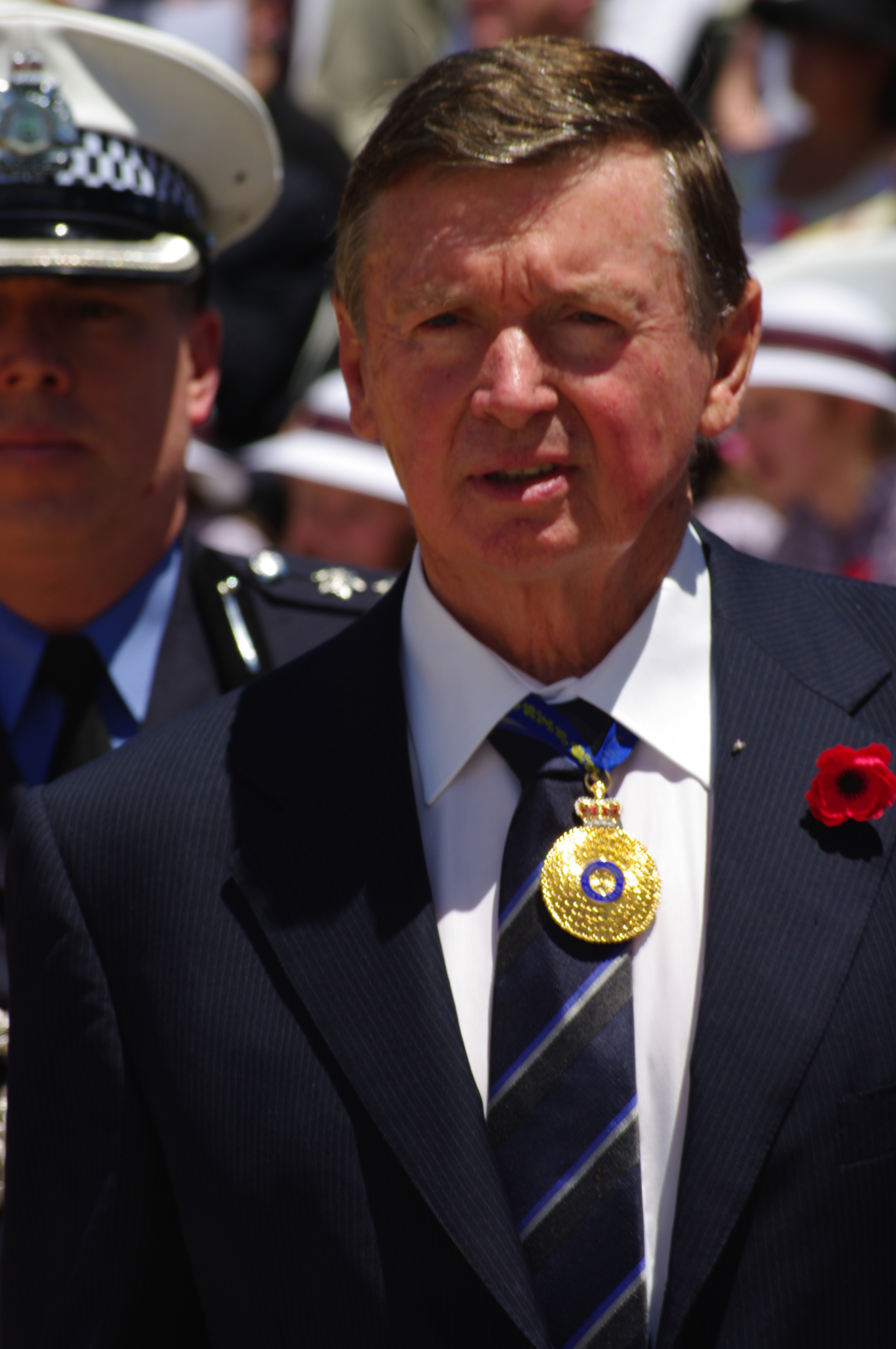
Malcolm McCusker

Malcolm McCusker (* 6. August 1938 in Subiaco, Perth) ist ein australischer Politiker.

## Leben
McCusker studierte Rechtswissenschaften an der University of Western Australia. McCusker war als Nachfolger von Kenneth Michael vom 1. Juli 2011 bis zum 30. Juni 2014 Gouverneur des australischen Bundesstaates Western Australia. In zweiter Ehe ist McCusker seit 2007 mit Tonya Batalin verheiratet.

## Preise und Auszeichnungen (Auswahl)
- Order of Australia, 2012
- Royal Victorian Order, 2011